# Yula submarginata
Yula submarginata là một loài bướm đêm trong họ Noctuidae.